# Перейра, Дарио
Альфонсо Дарио Перейра Буэно (исп. Alfonso Darío Pereyra Bueno; род. 19 октября 1956, Монтевидео) — уругвайский футболист, выступавший на позиции защитника за сборную Уругвая.

## Карьера игрока

### Клубная карьера
Дарио Перейра начинал карьеру футболиста в уругвайском клубе «Насьональ». 17 октября 1977 года он стал игроком бразильского «Сан-Паулу», заплатившего за его переход 5 миллионов крузейро.
В «Сан-Паулу» его связка с другим центральным защитником Оскаром часто называется одной из лучших линий обороны в истории клуба. Всего за «Сан-Паулу» Перейра с 1977 по 1988 год провёл 451 матч и забил 38 голов. После завершения чемпионата штата Сан-Паулу 1988 года уругваец перешёл в бразильский «Фламенго», где сыграл всего 11 матчей. В начале 1989 года, в возрасте 32 лет, он стал футболистом бразильского «Палмейраса». В следующем году Перейра перешёл в японский клуб «Мацусита Электроник», где и закончил свою игровую карьеру, выиграв Кубок Императора.

### Карьера в сборной
25 июня 1975 года, в возрасте 18 лет, Дарио Перейра дебютировал за сборную Уругвая в гостевом матче с командой Чили.
Перейра был включён в состав сборной на чемпионат мира 1986 года в Мексике, где он сыграл в двух матчах своей команды на турнире: группового этапа с Шотландией и 1/8 финала с Аргентиной.

## Тренерская карьера
Дарио Перейра был помощником главного тренера «Сан-Паулу», когда был назначен на должность главного тренера команды в 1997 году, сменив Муриси Рамальо. Под его руководством «Сан-Паулу» исправил плохую турнирную ситуацию в чемпионате штата Сан-Паулу, но команда в итоге стала только вице-чемпионом штата, а в чемпионате Бразилии заняла лишь 13-е место. В 1998 году Перейру сменил Нелсиньо Баптиста.
3 октября 1998 года стал пятым за год главным тренером «Коритибы». Под его руководством команда одержала шесть побед и пять раз сыграла вничью в 13 матчах. В конце 1998 года он возглавил «Атлетико Минейро», приведя его в 1999 году к победе в чемпионате штата Минас-Жерайс.